# Eslovênia nos Jogos Olímpicos de Verão de 2020
A Eslovénia está representada nos Jogos Olímpicos de Verão de 2020 por um total de 53 desportistas que competem em 14 desportos. Responsável pela equipa olímpica é o Comité Olímpico Esloveno, bem como as federações desportivas nacionais da cada desporto com participação.
Os portadores da bandeira na cerimónia de abertura foram o jogador de tênis de mesa Bojan Tokič e a piragüista Eva Terčelj.

## Medalhistas
A equipa olímpica da Eslovénia tem obtido seguintes medalhas:
| Nome            | Desporto            | Competição       |
| --------------- | ------------------- | ---------------- |
| Ouro            |                     |                  |
| Primož Roglič   | Ciclismo em estrada | Contrarrelógio M |
| Benjamin Savšek | Canoagem em eslalon | C1 M             |
| Prata           |                     |                  |
| Tina Trstenjak  | Judô                | –63 kg F         |
| Bronze          |                     |                  |
| Tadej Pogačar   | Ciclismo em estrada | Estrada M        |